# An–38
Az An–38 (cirill betűkkel: Ан–38) ukrán–orosz könnyű, többcélú, légcsavaros gázturbinás utas- és teherszállító repülőgép, amelyet a kijevi Antonov tervezőiroda fejlesztett ki az 1990-es évek elején. Az An–28-as könnyű szállító repülőgép továbbfejlesztett, modernizált, meghosszabbított törzsű változata. Sorozatgyártása a Novoszibirszki Repülőgépgyárban folyt. Csak 11 darabot gyártottak a típusból.